# Петрушевич, Антоний Степанович
Антоний (Антон, Антин) Степанович Петрушевич (укр. Антоній Степанович Петрушевич; 15 января 1821, с. Добряны (ныне Стрыйского района Львовской области Украины) — 1913, Львов) — галицкий церковный и политический деятель, учёный, историк, археолог, библиофил, филолог, этнограф. Греко-католический священник.

## Биография
Родился в Королевстве Галиции и Лодомерии в составе монархии Габсбургов. Обучался на богословском факультете Львовского университета, который закончил в 1845 году, затем в греко-католической теологической семинарии во Львове. В 1847 году принял священнический сан. Помимо выполнения пастырских обязанностей, много работал в архивах и библиотеках, изучая неопубликованные источники по истории Галицкой Руси. Результатом этого стали шесть томов «Сводной галицко-русской летописи», главного труда учёного.
В 1848 году на съезде галицко-руських учёных, возглавляя секцию истории и географии, Антоний Петрушевич поставил вопрос об изучении истории Галиции как составной части общей истории Руси. Он отстаивал концепцию национального единства малорусов, великороссов и белорусов, считая необходимым развитие единого литературного языка — от Карпат до Камчатки. «Пускай россияне начали от головы, а мы начнём от ног, то мы раньше или позже встретим друг друга и сойдёмся в сердце», — отмечал учёный. 
В 1851 году — советник консистории, был личным секретарём кардинала Михайло Левицкого во Львове. С 1861 года крилошанин митрополичьего капитула и львовского Собора святого Юра. Руководил митрополичьей канцелярией, с 1873 года — хранитель и библиотекарь митрополичьего архива.
С 1861 по 1877 годы избирался депутатом (послом) Галицкого сейма, а с 1873 по 1878 годы — австрийского парламента, энергично отстаивал там интересы коренного населения края, права украинского языка.
Находился на позициях русофильства. Выступал за единство Галичины с Россией, писал свои труды на «язычии», которое называл прарусским языком. Печатался в «Галицком историческом сборнике», «Научном сборнике», «Галичанин» и других.
В 1848 году Антоний Петрушевич был соучредителем Головной руськой рады и Галицко-Русской Матицы. Активный участник Собора учених руських, редактор ряда украинских изданий того времени.
Объездил Галичину, Буковину, Прикарпатье и Чехию, где собирал старинные и древние церковные рукописи.

## Научная деятельность
Антоний Петрушевич — автор около 200 печатных работ преимущественно по истории Галичины и украинской церкви, в том числе, сборника «Akta grodzkie i ziemskie», состоял членом Краковской, Богемской и Петербургской Академий наук, почётным членом Румынской академии в Бухаресте, Одесского общества истории и древностей, Исторического общества Нестора Летописца в Киеве и др.
Петрушевич — автор большого незавершённого «Словено-русского корнеслова».
Опубликовал ряд статей против подлинности чешских зеленогорской и краледворской рукописей. Кроме истории, занимался также филологией и этнографией. Им был составлен обширный этимологический словарь всех славянских языков сравнительно с индоевропейским, причем указано употребление собственных, личных и важнейших географических названий всех славянских земель, как по печатным, так и по рукописным источникам.
Большая коллекция книг, рукописей, карт, произведений искусства и археологических находок экспонировались в Русском народном доме во Львове, потом в музее Петрушевича. Часть ценных старинных книг и рукописей А. Петрушевич передал в Российскую Академию наук, библиотеки Киевского Императорского университета св. Владимира и других научных учреждений.
Вместе с Исидором Шараневичем был инициатором создания в 1889 году музея Ставропигийского института во Львове.
Ещё при жизни фигура учёного была хорошо известна в научном мире. Его имя упоминалось во многих энциклопедических изданиях того времени. В частности, впервые — в Британском музейном каталоге (1881—1900), позднее в Энциклопедическом словаре Брокгауза и Ефрона (1898), польской «Encyklopedia Powszechna» С. Оргельбранда (1901) и других.
Умер во Львове и похоронен на Лычаковском кладбище.

## Избранные труды
- Сводная галицко-русская летопись Архивная копия от 5 декабря 2018 на Wayback Machine в 6 томах (1874—1897)
- Словено-русский корнеслов
- Русь и Польша (1849)
- История Почаевского монастыря и его типографии
- Краткое известие о Холмской епархии
- Истукан, открытый в Збруче (1851)
- Обзор важнейших политических и церковных происшествий в Галицком княжестве с половины XII до конца XIII ст. (1854)
- Было ли два Галича? (1865)
- О подложных старочешских памятниках (1879)
- Волынско-Галицкая летопись, составленная с концом XIII века. 1205—1295.(1871)
- Иван Фёдоров, русский первопечатник (1883)